# مانويل فرنانديز سلفستري
مانويل فرنانديز سيلفيستر (16 ديسمبر 1871 – 22 يوليو 1921) هو جنرال إسباني.
وُلد مانويل فرنانديز سيلفيستر لوالديه فيكتور فرنانديز، وهو ملازم أول في سلاح المدفعية، وإليوتيريا سيلفيستر. التحق في عام 1889 بأكاديمية المشاة في طليطلة حيث تعرف على داماسو بيرينغوير، الذي أصبح لاحقًا المفوض الأعلى للمغرب الإسباني. تولى قيادة الجيوب الإسبانية في المغرب، حيث قاد مدينة سبتة بين عامي 1919 و1920، ثم مدينة مليلية من 1920 إلى 1921. بعد ذلك، أصبح القائد الأعلى للقوات الإسبانية في أفريقيا خلال بداية حرب الريف، والتي شهدت سقوط قواته في هزيمة مدمرة بمعركة أنوال. بعد هذه الهزيمة، قُتل أو انتحر في 22 يوليو 1921، وتعتبر هذه المعركة واحدة من أسوأ الهزائم التي تعرض لها الجيش الإسباني في العصر الحديث.